# CD22
CD22, hay cụm biệt hóa-22, là một phân tử thuộc họ SIGLEC của lectin. Nó được tìm thấy trên bề mặt của các tế bào B trưởng thành và biểu hiện với mức độ thấp hơn ở một số tế bào B chưa trưởng thành. Nói chung, CD22 là một phân tử điều hòa ngăn chặn sự hoạt động quá mức của hệ miễn dịch và sự phát triển của các bệnh tự miễn.
CD22 là một protein xuyên màng liên kết với đường, đặc biệt là liên kết với axit sialic với một miền immunoglobulin (Ig) nằm ở đầu tận cùng N của nó. Sự hiện diện của các miền Ig làm cho CD22 trở thành một thành viên của siêu họ immunoglobulin. CD22 hoạt động như một thụ thể ức chế tín hiệu từ thụ thể tế bào B (BCR). CD22 cũng tham gia vào việc di chuyển tế bào B vào các phiến Peyer (màng nhầy dịch vị đặt trung của ruột) ở chuột.
Một độc tố miễn dịch, BL22, nhắm vào thụ thể này đang được thử nghiệm tại Viện Y tế Quốc gia ở Mỹ.

## Tương tác
CD22 đã được cho thấy là tương tác với Grb2, PTPN6, LYN, SHC1 and INPP5D.